# 池上洋二郎
池上 洋二郎（いけがみ ようじろう、1974年6月25日 - ）は、日本の元陸上競技選手、元競輪選手。熊本県山鹿市出身。

## 陸上競技における自己ベスト
- 高校2年 100m-10秒47（1991年）
- 高校1年 100m-10秒53（1990年11月3日）：高1歴代7位
- 中学3年 100m-10秒68（1989年10月21日）：元中学記録・中学歴代4位タイ
- 中学2年 100m-11秒02（1988年）：中学2年学年別歴代10位
- 中学1年 100m-11秒40（1987年8月23日）：中学1年学年別歴代7位

## 競輪選手時代
日本競輪学校第77期生。同期には小倉竜二、小野俊之らがいる。1996年4月13日、小倉競輪場でデビューし、初勝利も同日。
2010年1月26日選手登録削除。通算戦績978戦205勝、優勝8回。